# 神田眞人
神田 眞人（かんだ まさと、1965年〈昭和40年〉1月17日 - ）は、日本の財務官僚。1987年に大蔵省に入省、主計局を中心に各役職を歴任し、2021年から2024年まで財務官を務めた。2024年から2025年まで内閣官房参与兼財務省顧問。2025年2月24日に第11代アジア開発銀行（ADB）総裁に就任。

## 来歴

### 生い立ち
兵庫県西宮市生まれ。
小学校は浜松市立広沢小学校、後に神戸市に転居して神戸市立小部小学校、灘中学校・高等学校を経て東京大学法学部に進学。大学では東京大学運動会少林寺拳法部、東京大学法律相談所、東京大学現代国際法研究会、東京大学ESS、国際政治研究会、三類懇親会等に参加していた。また、三谷太一郎（日本政治外交史）、樋口陽一（憲法）、星野英一（民法）、舛添要一（国際政治）等の開催するゼミに参加した。

### 大学卒業後
1987年に東京大学法学部を卒業し、大蔵省に入省。理財局に配属。89年から91年までオックスフォード大学に留学し、経済学修士を取得した。
1993年7月に仙台国税局十和田税務署長。為替市場課長補佐、大臣官房企画官（大臣官房秘書課担当）の後、2006年から世界銀行で理事代理を務め。世界銀行にはそれ以前にも94年、95年などに務めており、融資政策や組織改革を担当した。
2009年に財務省に戻り、給与共済課長と主計官を歴任した。主計官時代に東日本大震災があり、その復旧・復興、特に福島第一原発原子力災害への対応ではモニタリング、賠償、除染、中間貯蔵から安定化・廃炉措置に関係した。また、この頃に浩志会の研究会員代表幹事を1期、本会員代表幹事を2期務めた。
2013年から国際局で2年務めた後、金融庁に2年間出向した。金融庁では国際金融規制の交渉や金融改革に関わり、またこのときOECDコーポレートガバナンス委員会議長に選出された。その後の財務省総括審議官時代にも日銀の金融政策決定会合に参加したり、リスクマネー供給を強化すべく日本政策投資銀行法を改正するなど、政策金融改革に携わった。
2020年7月20日から国際局長を1年間務めた。この間、国際協力銀行（JBIC）や国際協力機構（JICA）の改革など、復興支援、ユニバーサルヘルスカバレッジの国際的普及、AIIB問題対応や質の高いインフラ構想、債務問題処理等に関わった。
2021年7月8日から財務官に任命され、国際金融等を統括。事務方責任者として、主に、G20などの国際会議やIMF、世界銀行などで世界経済、国際金融、債務、国際課税、国際保健、インフラなどの交渉にあたるとともに、2022年のロシア金融制裁や円安等の為替変動に際しては、それらへの対応に携わった。
神田氏は2024年7月31日に財務官を退任し、8月1日付で内閣官房参与兼財務省顧問に起用された。
同年8月30日に神戸市顧問（グローバル都市経済戦略担当）に就任。
2025年2月24日にアジア開発銀行総裁に就任。

## 人物
大蔵省・財務省で大臣官房秘書課企画官、主計局給与課補佐、給与共済課長、人事院や内閣人事局（元総務省人事・恩給局、行政管理局）なども担当する主計局次長などを歴任し、また、1998年の大蔵省の行政の在り方に関する懇談会事務局や2008年の財務省改革プロジェクトチームを担当するなど、人事、組織改革の経験が長い。

## 主張等
- デジタル化を核とした産業革命が既存の秩序を溶解させ、産業や国家の盛衰、貧富の格差といった市場の失敗が激しくなる中、コロナ禍とロシアの戦争がその構造変容を加速させ、民主主義と市場経済を守るため、あしもとの経済や市場の安定に努め、国際秩序の維持と国際協力による気候変動や感染症、サイバーといった人類共有のリスクに対応するとともに、新たな国際秩序形成、市場経済再生の好機である、といった個人の見解を示している[57][58][59][60]。

- 科学技術の振興、強化に関心があり、STS forum（Science and Technology in Society Forum）の常連メンバー[61][62]。人口減少や国際競争激化を見据え、大学再編や科学技術・教育の国際競争力強化が必要だと訴えている[63][64][65][66][67][68][69][70][71]。大学再編・統合のアンブレラ方式（一法人複数大学方式）や、大学の基盤的経費を増額せず競争的資金による配分を行う仕組みなどは、神田が文部科学主計官二年目であった平成24年度予算等で導入されており、東洋経済によれば「現在の競争的資金重視政策の生みの親」である[72]。山極寿一国立大学協会長・京大総長（当時）は「「選択と集中」を目指す政策が研究力の低下を招いた」と主張する[73]が、このような意見に対し、神田は「 これぐらいの改革がなければ、全く覚醒もなく、もっと酷いことになっていた」と自論を展開している[74]。

- 税金の効率的運用や財政の持続可能性の観点から、全体の財政[75]、厚労予算[76][77][78]を含む各予算について幅広く改革を訴えている。

## 職歴
- 1986年：国家公務員I種試験（法律）に合格
- 1987年3月: 東京大学法学部卒業[10]
- 1987年4月：大蔵省に入省。理財局総務課に配属[10]
- 1988年6月：理財局資金第一課[10]
- 1989年6月：オックスフォード大学留学（経済学修士M.Phil.取得）[10][11][12]
- 1991年7月：関税局総務課企画係長[79][10]
- 1993年7月：仙台国税局十和田税務署長[10]
- 1994年6月：国際復興開発銀行（世界銀行）理事補[10]
- 1995年6月　国際復興開発銀行（世界銀行）審議役[80]
- 1997年7月：主計局給与課長補佐[10]
- 1998年7月　主計局主計官補佐（郵政係主査）[13]
- 1999年7月：主計局主計官補佐（運輸第一、二、三係主査）[10]
- 2000年7月：国際局開発金融課長補佐[10]
- 2001年1月：財務省国際局開発金融課長補佐[10]
- 2001年７月：国際局開発政策課長補佐[13]
- 2002年7月　国際局為替市場課長補佐（総括・企画・相場一・二）[14][13]
- 2003年7月：大臣官房企画官 兼 国際局総務課[10]
- 2004年6月：大臣官房企画官 兼 大臣官房秘書課[10]
- 2006年8月：国際復興開発銀行（世界銀行）理事代理[10][81]
- 2009年7月：主計局給与共済課長[10]
- 2009年9月：主計局給与共済課長 兼 内閣官房内閣参事官（内閣官房副長官補付） 兼 内閣官房行政改革推進本部事務局員（公務員制度改革等担当）[10]
- 2010年7月：主計局主計官（文部科学係担当）[10]
- 2012年7月：主計局主計官（司法、警察、財務、経済産業、環境係担当）[10]
- 2013年6月：国際局開発政策課長[10]
- 2014年7月：国際局総務課長[10]
- 2015年7月：金融庁総務企画局参事官（国際担当）[10]
- 2017年7月：主計局次長（末席）[13]
- 2018年7月：主計局次長（首席）[13]
- 2019年7月：大臣官房総括審議官[13]
- 2020年7月：国際局長[13]
- 2021年7月：財務官[13]
- 2024年8月1日：内閣官房参与[82]
- 2025年2月24日：アジア開発銀行総裁[49]

## 著作

### 著書、書籍への寄稿
- 『世界のコーポレートガバナンス便覧』神田眞人監修・編著 財経詳報社 2022.8 ISBN 9784881774915
- 『図説ポストコロナの世界経済と激動する国際金融』神田眞人編著 財経詳報社 2021.8 ISBN 9784881774816
- 『超有識者達の慧眼と処方箋』（強い文教、強い科学技術に向けてIII）神田眞人著 学校経理研究会2018.2 ISBN 9784908714153
- 『金融規制とコーポレートガバナンスのフロンティア』神田眞人著 財経詳報社 2018.1 ISBN 9784881774458
- 『超有識者達の洞察と示唆』（強い文教、強い科学技術に向けてII）神田眞人著 学校経理研究会 2016.3 ISBN 9784908714016
- 『国際金融のフロンティア : 経済協力・開発・通貨競争の最先端』神田眞人著 財経詳報社 2015. ISBN 9784881774205
- 『図説国際金融 2015-2016年版』神田眞人編著 財経詳報社 2015.3 ISBN 9784881774120
- 『アジア経済ハンドブック』神田眞人編著 財経詳報社 2015.3 ISBN 9784881774137
- 『強い文教、強い科学技術に向けて』神田眞人著 学校経理研究会 2012.6 ISBN 9784902255737
- 『世界銀行超活用法序説』神田眞人著 学校経理研究会 2012.6 ISBN 9784876028917
- 「バレエに全生涯を捧げた先生のバレエ界を超越した視座と社会貢献」60－68 神田眞人『牧阿佐美』 川島京子編集 牧阿佐美バレエ団 2022年9月
- 「財政金融・政治・学問」 神田眞人 156-191 『近代と現代の間』 三谷太一郎 東京大学出版会 2018年7月 ISBN 978-4-13-003349-7
- 「一公僕から見た大学」 神田眞人 158-190 『対話の向こうの大学像』 広田照幸他編 岩波書店 2014年2月 ISBN 978-4-00-028617-6
- 「国立大学は納税者への責任を果たせ」 神田眞人 156-175 『異見交論 崖っぷちの大学を語る』 松本美奈  2019年6月 先端教育機構事業構想大学院大学出版部 ISBN 978-4-88335-472-6

### 主要な雑誌寄稿等
- 「市場機能再生へ改革急げ」『経済教室』29面 2021年（令和3年）8月6日 日本経済新聞
- 「激動する世界経済と国際的政策対応」26‐36 『時評』714号 第64巻9号 2022年9月 （株）時評社
- 「ポスト・コロナにおけるグローバル・アークテクチャーの再構築に向けて 28-34『月刊資本市場』 2022年1月号 No 437 資本市場研究会
- 「新型コロナ感染症対策に係る資金繰り支援について」 p.2-24 『ファイナンス』 56 (5) 2020年8月号 財務省
- 「年頭所感」 p.4-6 『国際金融』1340  2021年1月号 外国為替貿易研究会
- 「コーポレートガバナンスのフロンティア」32-35 『海外投融資JOI』通巻154号 2017年7月号 海外投融資情報財団
- 「コーポレートガバナンスの進化」2-3『会計・監査ジャーナル』2017年5月29号 公認会計士協会 第一法規株式会社
- 「積極的コーポレートガバナンスの薦め」 p.3 『月刊監査役』 2017年6月 668号
- 「第１９回経済協力機構アジア・コーポレートガバナンス・ラウンドテーブル東京会合」 p.97-101 『会計・監査ジャーナル』 2018年3月号 30号 日本公認会計士協会 第一法規株式会社
- 「ビデコン再考」  p.10-11 2022.6 『公研』706  公益産業研究調査会
- 「人類社会の歴史的変容と大学改革」 p.27-57 『大学マネジメント』187号 2021年1月号 大学マネジメント研究会
- 「私立大学を取り巻く環境と公財政支出の在り方」 p.80-89 『大学時報』2019.7 日本私立大学連盟
- 「財務省から科学技術・イノベーション政策について聞く」『経団連タイムス』2019年3月7日 第3399号
- 「日本の大学よ、改革で強くなれ（上）」神田眞人4-10 『文部科学教育通信』2021.11.8号 No.519 ジアース教育新社
- 「日本の大学よ、改革で強くなれ（下）」神田眞人4-10『文部科学教育通信』2021.11.22号 No.520 ジアース教育新社
- 「一緒にやらないか」42−45 『財務省 平成15年』財務省 49−51『財務省 平成16年』財務省 57−58 『財務省 平成17年』財務省 57−58『財務省 平成18年』財務省
- 「国際秩序の変貌」P84-85 『東京大学現代国際法研究会特別寄稿集』高橋正樹編 2008年6月1日 有斐閣学術センター
- 「賃借権をめぐる諸問題」119-125『法律相談所雑誌昭和60年度』第35号 1985年12月20日 東京大学法律相談所 孔版展望社
- 「対日金融審査について」  神田 眞人 『ファイナンス』 2017年9月号 53 (6), 54-63財務省